# إدوارد إليس (ممثل)
إدوارد إليس (بالإنجليزية: Edward Ellis)‏ مواليد 12 نوفمبر 1870 في كولدووتر، الولايات المتحدة - الوفاة 26 يوليو 1952 في بيفرلي هيلز، الولايات المتحدة، هو ممثل ومنتج وكاتب سيناريو أمريكي بدأ مسيرته الفنية سنة 1879. امتدت مسيرته الفنية لأكثر من 55 عاما.

## الأعمال
- أنا طريد العدالة ومن سلسلة عصابات
- الرجل النحيف

## روابط خارجية
- إدوارد إليس على موقع IMDb (الإنجليزية)
- إدوارد إليس على موقع ألو سيني (الفرنسية)
- إدوارد إليس على موقع أول موفي (الإنجليزية)
- إدوارد إليس على موقع قاعدة بيانات برودواي على الإنترنت (الإنجليزية)
- إدوارد إليس على موقع قاعدة بيانات الأفلام السويدية (السويدية)
- إدوارد إليس على موقع قاعدة بيانات الفيلم (الإنجليزية)
- إدوارد إليس على موقع كينوبويسك (الروسية)